# Hraniční přechod Věřňovice (D1) – Gorzyczki
Hraniční přechod Věřňovice (D1) – Gorzyczki (polsky Przejście graniczne Gorzyczki – Věřňovice) je silniční přeshraničních spojení na česko-polské státní hranici na hraničním úseku I/170/2 - I/170/3 mezi českou vesnicí Věřňovice (část obce Dolní Lutyně, okres Karviná, Moravskoslezský kraj) a polskou vesnicí Gorzyczki (okres Wodzisław, Slezské vojvodství). Přechod leží za mostem přes řeku Olši v nadmořské výšce 206 m n. m. na dálnice D1; za hranicí pokračuje polská dálnice A1.
Hraniční přechody byly zrušeny při vstupu České republiky do Schengenského prostoru v roce 2007. V případě dočasného znovuzavedení ochrany vnitřních hranic je provoz na hraničních přechodech upraven Sdělením Ministerstva vnitra č. 395/2021 Sb.

## Další informace
Východně leží starý silniční hraniční přechod, ke kterému vede ulice Hlavní a na kterém končí cyklostezka 6257. Hraniční úsek dálnice z Bohumína do Polska byl uveden do provozu 30. listopadu 2012.